# Fileuse de nuit
La fileuse de nuit est un personnage légendaire dans le folklore de certaines régions d'Europe. La fileuse est un être surnaturel ou une revenante, qui apparait dans une maison (ou bien se faire entendre), occupée à filer de laine. 
Ces légendes sont parfois confondues avec celles de dame blanche.

## Présentation
Dans Légendes rustiques (1877), l'écrivaine George Sand décrit cette légende :
« Il y a, en d’autres lieux, des fileuses de nuit dont on entend le rouet dans la chambre que l’on habite et dont on aperçoit quelquefois les mains. Chez nous, j’ai ouï parler d’une brayeuse de nuit, qui broyait le chanvre devant la porte de certaines maisons et faisait entendre le bruit régulier de la braye d’une manière qui n’était pas naturelle. »